# Elecciones legislativas de Guatemala de 2023
Las elecciones legislativas de Guatemala de 2023 se realizaron el domingo 25 de junio de 2023. En ellas se eligieron a 160 diputados al Congreso de la República, que corresponden a 32 diputados por Listado Nacional y 128 diputados por distrito. Se llevaron a cabo simultáneamente a las elecciones presidenciales, las elecciones municipales y a las elecciones al parlamento centroamericano.

## Sistema electoral

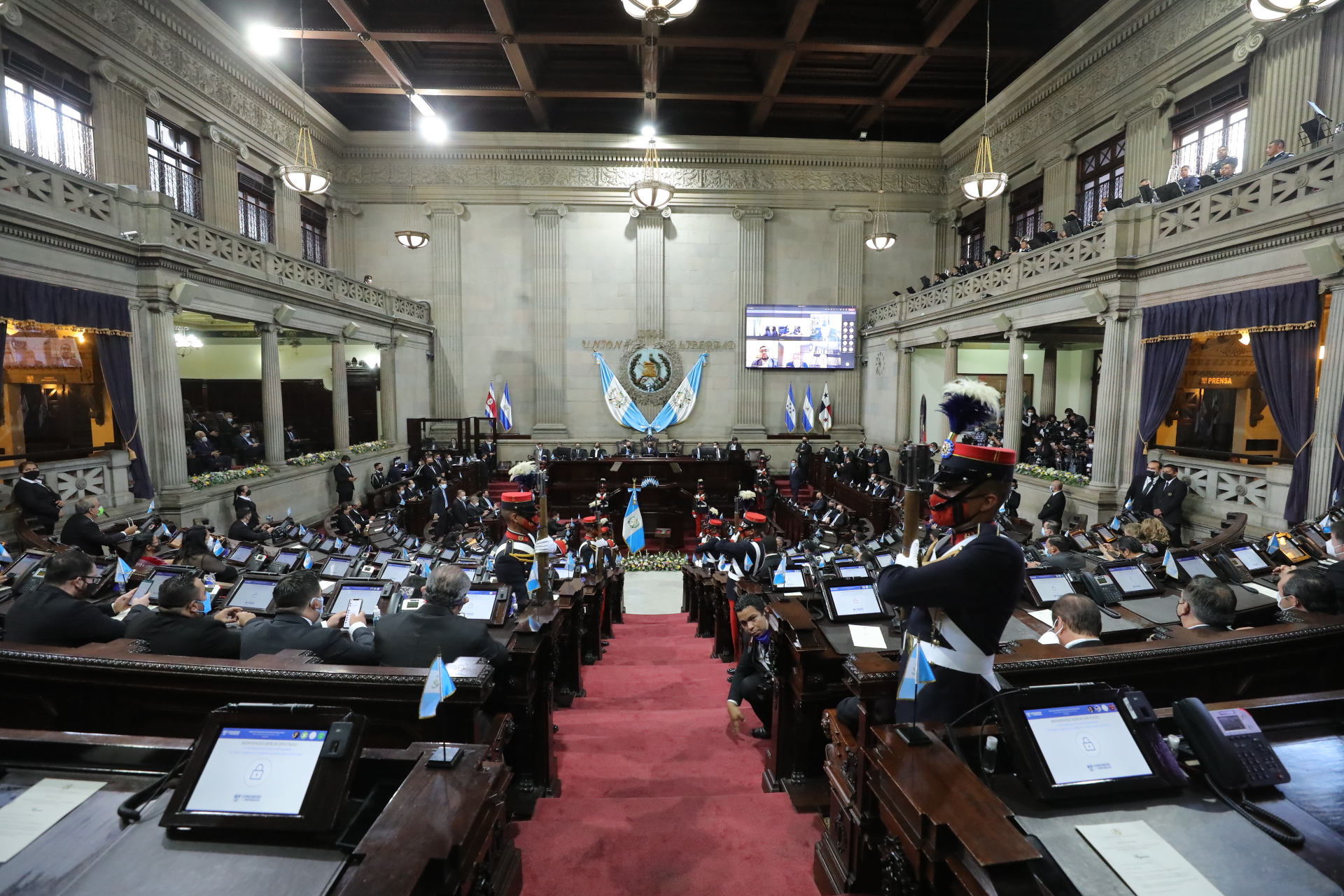
La IX Legislatura del Congreso de la República en 2021.

Para la composición del Congreso de la República de Guatemala se eligen 160 diputados por voto universal y secreto, de los cuales 32 son electos por lista nacional y 128 a través de los 23 distritos electorales definidos, utilizando el sistema de representación proporcional de minorías.

### Número de diputados por distrito electoral[4]
| Distrito         | Escaños |
| ---------------- | ------- |
| Lista nacional   | 32      |
| Región I         |         |
| Guatemala        | 19      |
| Distrito central | 11      |
| Región II        |         |
| Alta Verapaz     | 9       |
| Baja Verapaz     | 2       |
| Región III       |         |
| Chiquimula       | 3       |
| Izabal           | 3       |
| El Progreso      | 2       |
| Zacapa           | 2       |
| Región IV        |         |
| Jutiapa          | 4       |
| Jalapa           | 3       |
| Santa Rosa       | 3       |
| Región V         |         |
| Escuintla        | 6       |
| Chimaltenango    | 5       |
| Sacatepéquez     | 3       |
| Región VI        |         |
| San Marcos       | 9       |
| Quetzaltenango   | 7       |
| Suchitepéquez    | 5       |
| Totonicapán      | 4       |
| Retalhuleu       | 3       |
| Sololá           | 3       |
| Región VII       |         |
| Huehuetenango    | 10      |
| Quiché           | 8       |
| Región VIII      |         |
| Petén            | 4       |
| Total            | 160     |

## Candidaturas por el listado nacional
| Partido | Partido                                      | Primera casilla del Listado Nacional | Primera casilla del Listado Nacional | Resultado en anteriores elecciones 2019 | Resultado en anteriores elecciones 2019 |
| Partido | Partido                                      | Primera casilla del Listado Nacional | Primera casilla del Listado Nacional | Votos (%)                               | Escaños                                 |
| ------- | -------------------------------------------- | ------------------------------------ | ------------------------------------ | --------------------------------------- | --------------------------------------- |
|         | Unidad Nacional de la Esperanza              |                                      | Adim Maldonado                       | 17.92 %                                 | 52/160                                  |
|         | Vamos por una Guatemala Diferente            |                                      | Víctor Valenzuela                    | 7.96 %                                  | 17/160                                  |
|         | Valor                                        |                                      | Álvaro Arzú Escobar                  | 4.55 %                                  | 9/160                                   |
|         | Partido Unionista                            | 2.93 %                               | Álvaro Arzú Escobar                  | 3/160                                   |                                         |
|         | Frente de Convergencia Nacional              |                                      | Jimmy Morales                        | 5.23 %                                  | 8/160                                   |
|         | Bienestar Nacional                           | {{{descripción}}}                    | Fidel Reyes Lee                      | 4.79 %                                  | 8/160                                   |
|         | Movimiento Semilla                           |                                      | Jonathan Menkos                      | 5.24 %                                  | 7/160                                   |
|         | Visión con Valores                           | {{{descripción}}}                    | Evelyn Morataya                      | 4.70 %                                  | 7/160                                   |
|         | Todos                                        |                                      | Felipe Alejos                        | 4.39 %                                  | 7/160                                   |
|         | Movimiento Político Winaq                    | {{{descripción}}}                    | Sonia Gutiérrez                      | 3.50 %                                  | 4/160                                   |
|         | Unidad Revolucionaria Nacional Guatemalteca  | {{{descripción}}}                    | Sonia Gutiérrez                      | 2.78 %                                  | 3/160                                   |
|         | Partido Humanista de Guatemala               |                                      | Laura Mérida                         | 4.66 %                                  | 6/160                                   |
|         | Compromiso, Renovación y Orden               |                                      | Óscar Chinchilla                     | 4.40 %                                  | 6/160                                   |
|         | Victoria                                     | {{{descripción}}}                    | Juan Carlos Rivera                   | 2.51 %                                  | 4/160                                   |
|         | Partido de Avanzada Nacional                 |                                      | Aníbal Rojas                         | 2.72 %                                  | 2/160                                   |
|         | Movimiento para la Liberación de los Pueblos |                                      | Blanca Julia Ajtún                   | 2.98 %                                  | 1/160                                   |
|         | Podemos                                      |                                      | Ronald Sierra                        | 1.68 %                                  | 1/160                                   |
|         | Unión Republicana                            | {{{descripción}}}                    | Herber Melgar Padilla                | —                                       | —                                       |
|         | Partido Azul                                 |                                      | Jorge Mario Villagrán                | —                                       | —                                       |
|         | Partido Político Nosotros                    |                                      | Nadia de León Torres                 | —                                       | —                                       |
|         | Cabal                                        |                                      | Julio Héctor Estrada                 | —                                       | —                                       |
|         | Cambio                                       |                                      | Jorge Baldizón                       | —                                       | —                                       |
|         | Partido Popular Guatemalteco                 |                                      | Elder Zoel Arévalo                   | —                                       | —                                       |
|         | Partido Republicano                          |                                      | Carlos Velásquez                     | —                                       | —                                       |
|         | Comunidad Elefante                           |                                      | Rodrigo Pellecer                     | —                                       | —                                       |
|         | Partido de Integración Nacional              |                                      | Henry Castillo                       | —                                       | —                                       |
|         | Voluntad, Oportunidad y Solidaridad          |                                      | Orlando Blanco                       | —                                       | —                                       |
|         | Mi Familia                                   |                                      | Byron López                          | —                                       | —                                       |
|         | Partido de Oportunidades y Desarrollo        | Candidaturas anuladas                | Candidaturas anuladas                | —                                       | —                                       |

### Partidos que no participaron
| Partido | Partido                   | Razón                                                                                             | Razón                                                                                             | Resultado en anteriores elecciones 2019 | Resultado en anteriores elecciones 2019 |
| Partido | Partido                   | Razón                                                                                             | Razón                                                                                             | Votos (%)                               | Escaños                                 |
| ------- | ------------------------- | ------------------------------------------------------------------------------------------------- | ------------------------------------------------------------------------------------------------- | --------------------------------------- | --------------------------------------- |
|         | Unión del Cambio Nacional | El partido político fue cancelado en 2022                                                         | El partido político fue cancelado en 2022                                                         | 5.46 %                                  | 12/160                                  |
|         | Prosperidad Ciudadana     | Candidaturas anuladas por incumplimiento de requisitos en las asambleas realizadas por el partido | Candidaturas anuladas por incumplimiento de requisitos en las asambleas realizadas por el partido | 3.29 %                                  | 3/160                                   |

## Estadísticas

### Diputados que buscaban la reelección
El listado muestra a los 126 diputados que actualmente ocupan sus cargos en el Congreso y que se presentaron a la reelección de estos 61 lograron reelegirse para un nuevo período:
| Nombre                           | Partido (2019) | Partido (2019)                               | Distrito (2019)  | Partido (2023) | Partido (2023)                               | Distrito (2023)  | Casilla | Resultado |
| -------------------------------- | -------------- | -------------------------------------------- | ---------------- | -------------- | -------------------------------------------- | ---------------- | ------- | --------- |
| Orlando Blanco                   |                | Unidad Nacional de la Esperanza              | Listado Nacional |                | Voluntad, Oportunidad y Solidaridad          | Listado Nacional | 1       | Sí        |
| Oscar Argueta                    |                | Unidad Nacional de la Esperanza              | Listado Nacional |                | Voluntad, Oportunidad y Solidaridad          | Listado Nacional | 2       | No        |
| Karina Paz                       |                | Unidad Nacional de la Esperanza              | Listado Nacional |                | Voluntad, Oportunidad y Solidaridad          | Guatemala        | 2       | Sí        |
| Ernesto Omar Mazariegos          |                | Unidad Nacional de la Esperanza              | Alta Verapaz     |                | Cabal                                        | Alta Verapaz     | 3       | No        |
| Darwin Alberto Lucas             |                | Unidad Nacional de la Esperanza              | Alta Verapaz     |                | Unidad Nacional de la Esperanza              | Alta Verapaz     | 2       | Sí        |
| Marleni Lineth Matías            |                | Unidad Nacional de la Esperanza              | Baja Verapaz     |                | Unidad Nacional de la Esperanza              | Baja Verapaz     | 1       | Sí        |
| Samantha Figueroa                |                | Unidad Nacional de la Esperanza              | Chimaltenango    |                | Cambio                                       | Chimaltenango    | 1       | No        |
| Petrona Mejía Chutá              |                | Unidad Nacional de la Esperanza              | Chimaltenango    |                | Partido Político Nosotros                    | Chimaltenango    | 1       | No        |
| Juan Ignacio Quijada             |                | Unidad Nacional de la Esperanza              | Chiquimula       |                | Unidad Nacional de la Esperanza              | Chiquimula       | 1       | Sí        |
| Victor Israel Guerra             |                | Unidad Nacional de la Esperanza              | El Progreso      |                | Unidad Nacional de la Esperanza              | Lista Nacional   | 7       | No        |
| Félix Danilo Palencia            |                | Unidad Nacional de la Esperanza              | El Progreso      |                | Unidad Nacional de la Esperanza              | El Progreso      | 1       | No        |
| Vitelio Lam                      |                | Unidad Nacional de la Esperanza              | Escuintla        |                | Unidad Nacional de la Esperanza              | Escuintla        | 1       | Sí        |
| Angel Francisco González         |                | Unidad Nacional de la Esperanza              | Escuintla        |                | Unidad Nacional de la Esperanza              | Listado Nacional | 6       | No        |
| Jairo Joaquín Flores             |                | Unidad Nacional de la Esperanza              | Guatemala        |                | Voluntad, Oportunidad y Solidaridad          | Guatemala        | 1       | Sí        |
| Marvin Estuardo Samayoa Curiales |                | Unidad Nacional de la Esperanza              | Guatemala        |                | Unión Republicana                            | Guatemala        | 1       | No        |
| Lucrecia Carola Samayoa Reyes    |                | Unidad Nacional de la Esperanza              | Huehuetenango    |                | Bienestar Nacional                           | Huehuetenango    | 1       | Sí        |
| Karla Betzaida Cardona           |                | Unidad Nacional de la Esperanza              | Huehuetenango    |                | Unidad Nacional de la Esperanza              | Huehuetenango    | 1       | Sí        |
| Martín Nicolás Segundo           |                | Unidad Nacional de la Esperanza              | Huehuetenango    |                | Unidad Nacional de la Esperanza              | Huehuetenango    | 2       | Sí        |
| Aroldo José Ríos                 |                | Unidad Nacional de la Esperanza              | Huehuetenango    |                | Bienestar Nacional                           | Huehuetenango    | 2       | No        |
| Thelma Elizabeth Ramírez Retana  |                | Unidad Nacional de la Esperanza              | Izabal           |                | Vamos por una Guatemala Diferente            | Izabal           | 1       | Sí        |
| Juan Ramón Rivas                 |                | Unidad Nacional de la Esperanza              | Izabal           |                | Vamos por una Guatemala Diferente            | Izabal           | 2       | Sí        |
| Olga Marina Juárez               |                | Unidad Nacional de la Esperanza              | Jalapa           |                | Bienestar Nacional                           | Jalapa           | 1       | No        |
| Carlos Santiago Nájera Sagastume |                | Unidad Nacional de la Esperanza              | Jutiapa          |                | Todos                                        | Listado Nacional | 2       | No        |
| Juan Carlos Rodas                |                | Unidad Nacional de la Esperanza              | Jutiapa          |                | Todos                                        | Jutiapa          | 2       | No        |
| Edgar Reyes Lee                  |                | Unidad Nacional de la Esperanza              | Petén            |                | Vamos por una Guatemala Diferente            | Petén            | 1       | Sí        |
| César Augusto Fión Morales       |                | Unidad Nacional de la Esperanza              | Petén            |                | Unidad Nacional de la Esperanza              | Petén            | 1       | Sí        |
| Carlos López Maldonado           |                | Unidad Nacional de la Esperanza              | Quiché           |                | Cabal                                        | Quiché           | 1       | Sí        |
| Dalio José Berreondo             |                | Unidad Nacional de la Esperanza              | Quiché           |                | Visión con Valores                           | Quiché           | 1       | No        |
| Andy Arnoldo Figueroa            |                | Unidad Nacional de la Esperanza              | Quiché           |                | Todos                                        | Quiché           | 1       | No        |
| Raúl Antonio Solórzano           |                | Unidad Nacional de la Esperanza              | Quiché           |                | Unidad Nacional de la Esperanza              | Quiché           | 1       | Sí        |
| Mario Ernesto Gálvez             |                | Unidad Nacional de la Esperanza              | San Marcos       |                | Unidad Nacional de la Esperanza              | San Marcos       | 1       | Sí        |
| Angel Iván Girón Montiel         |                | Unidad Nacional de la Esperanza              | San Marcos       |                | Unidad Nacional de la Esperanza              | San Marcos       | 2       | No        |
| José Inés Castillo Martínez      |                | Unidad Nacional de la Esperanza              | Santa Rosa       |                | Unidad Nacional de la Esperanza              | Santa Rosa       | 1       | Sí        |
| Miguel Tzep Rosario              |                | Unidad Nacional de la Esperanza              | Sololá           |                | Voluntad, Oportunidad y Solidaridad          | Sololá           | 2       | No        |
| Vasny Adiel Maldonado            |                | Unidad Nacional de la Esperanza              | Suchitepéquez    |                | Unidad Nacional de la Esperanza              | Suchitepéquez    | 1       | Sí        |
| Merana Esperanza Oliva           |                | Unidad Nacional de la Esperanza              | Suchitepéquez    |                | Cambio                                       | Suchitepéquez    | 1       | No        |
| Oswaldo Rosales                  |                | Unidad Nacional de la Esperanza              | Suchitepéquez    |                | Vamos por una Guatemala Diferente            | Suchitepéquez    | 2       | Sí        |
| Mariano Eulises Soch             |                | Unidad Nacional de la Esperanza              | Totonicapán      |                | Voluntad, Oportunidad y Solidaridad          | Totonicapán      | 1       | No        |
| Luis Fernando Cordón             |                | Unidad Nacional de la Esperanza              | Zacapa           |                | Unidad Nacional de la Esperanza              | Zacapa           | 1       | No        |
| Juan Francisco Mérida            |                | Vamos por una Guatemala Diferente            | Listado Nacional |                | Partido Político Nosotros                    | Listado Nacional | 3       | No        |
| Cándido Leal                     |                | Vamos por una Guatemala Diferente            | Central          |                | Vamos por una Guatemala Diferente            | Guatemala        | 2       | Sí        |
| Mynor Mejía Popol                |                | Vamos por una Guatemala Diferente            | Chimaltenango    |                | Vamos por una Guatemala Diferente            | Chimaltenango    | 1       | Sí        |
| Wilmer Mendoza                   |                | Vamos por una Guatemala Diferente            | Chimaltenango    |                | Todos                                        | Chimaltenango    | 1       | No        |
| Sergio Arana Roca                |                | Vamos por una Guatemala Diferente            | Escuintla        |                | Vamos por una Guatemala Diferente            | Escuintla        | 1       | Sí        |
| Carlos Roberto Calderón          |                | Vamos por una Guatemala Diferente            | Guatemala        |                | Vamos por una Guatemala Diferente            | Listado Nacional | 5       | Sí        |
| Shirley Rivera                   |                | Vamos por una Guatemala Diferente            | Guatemala        |                | Vamos por una Guatemala Diferente            | Guatemala        |         | Sí        |
| Duay Antoni Martínez             |                | Vamos por una Guatemala Diferente            | Quetzaltenango   |                | Vamos por una Guatemala Diferente            | Quetzaltenango   | 1       | Sí        |
| Aree Alvin Aguilar               |                | Vamos por una Guatemala Diferente            | Quetzaltenango   |                | Partido Político Nosotros                    | Quetzaltenango   | 1       | No        |
| Josué Edmundo Lemus              |                | Vamos por una Guatemala Diferente            | Quiché           |                | Vamos por una Guatemala Diferente            | Quiché           | 1       | Sí        |
| Greicy Domenica de León          |                | Vamos por una Guatemala Diferente            | Quiché           |                | Vamos por una Guatemala Diferente            | Quiché           | 2       | Sí        |
| Mario René Azurdia               |                | Vamos por una Guatemala Diferente            | Sacatepéquez     |                | Vamos por una Guatemala Diferente            | Sacatepéquez     | 1       | No        |
| Guillermo Alberto Cifuentes      |                | Vamos por una Guatemala Diferente            | San Marcos       |                | Vamos por una Guatemala Diferente            | San Marcos       | 1       | Sí        |
| Allan Rodríguez                  |                | Vamos por una Guatemala Diferente            | Sololá           |                | Vamos por una Guatemala Diferente            | Sololá           | 1       | Sí        |
| Julio Lainfiesta                 |                | Unión del Cambio Nacional                    | Listado Nacional |                | Podemos                                      | Quetzaltenango   | 1       | No        |
| Erick Geovany Martínez           |                | Unión del Cambio Nacional                    | Huehuetenango    |                | Vamos por una Guatemala Diferente            | Huehuetenango    | 1       | Sí        |
| Julio César López Escobar        |                | Unión del Cambio Nacional                    | Huehuetenango    |                | Cabal                                        | Huehuetenango    | 1       | Sí        |
| Sofía Hernández                  |                | Unión del Cambio Nacional                    | Huehuetenango    |                | Vamos por una Guatemala Diferente            | Huehuetenango    | 3       | Sí        |
| Jaime Lucero Vásquez             |                | Unión del Cambio Nacional                    | Jalapa           |                | Vamos por una Guatemala Diferente            | Jalapa           | 1       | Sí        |
| Maynor Castillo                  |                | Unión del Cambio Nacional                    | Jutiapa          |                | Vamos por una Guatemala Diferente            | Jutiapa          | 1       | Sí        |
| Vivian Preciado                  |                | Unión del Cambio Nacional                    | San Marcos       |                | Partido Político Nosotros                    | San Marcos       | 1       | No        |
| Napoléon Rojas                   |                | Unión del Cambio Nacional                    | Santa Rosa       |                | Vamos por una Guatemala Diferente            | Santa Rosa       | 1       | Sí        |
| José Arnulfo García              |                | Unión del Cambio Nacional                    | Suchitepéquez    |                | Vamos por una Guatemala Diferente            | Suchitepéquez    | 1       | Sí        |
| Byron Wilfredo Arreaga           |                | Unión del Cambio Nacional                    | Suchitepéquez    |                | Podemos                                      | Suchitepéquez    | 1       | No        |
| Carolina Orellana                |                | Unión del Cambio Nacional                    | Zacapa           |                | Vamos por una Guatemala Diferente            | Zacapa           | 1       | Sí        |
| Ana Lucrecia Marroquín           |                | Valor                                        | Central          |                | Valor–Unionista                              | Listado Nacional | 2       | Sí        |
| Leopoldo Salazar                 |                | Valor                                        | Alta Verapaz     |                | Vamos por una Guatemala Diferente            | Alta Verapaz     | 1       | Sí        |
| Efraín Menéndez                  |                | Valor                                        | Guatemala        |                | Valor–Unionista                              | Listado Nacional | 3       | No        |
| José Francisco Zamora            |                | Valor                                        | Guatemala        |                | Valor–Unionista                              | Listado Nacional | 4       | No        |
| Geraldin Ariel Díaz              |                | Valor                                        | Quetzaltenango   |                | Valor–Unionista                              | Quetzaltenango   | 1       | Sí        |
| Rubén Barrios                    |                | Valor                                        | Retalhuleu       |                | Partido Político Nosotros                    | Retalhuleu       | 1       | No        |
| José Luis Galindo                |                | Valor                                        | Retalhuleu       |                | Valor                                        | Retalhuleu       | 1       | Sí        |
| Álvaro Arzú Escobar              |                | Partido Unionista                            | Listado Nacional |                | Valor–Unionista                              | Listado Nacional | 1       | Sí        |
| Lázaro Vinicio Zamora            |                | Partido Unionista                            | Guatemala        |                | Unionista                                    | Guatemala        | 1       | No        |
| Javier Hernández                 |                | Frente de Convergencia Nacional              | Listado Nacional |                | Frente de Convergencia Nacional              | Listado Nacional | 2       | No        |
| Herber Armando Melgar            |                | Frente de Convergencia Nacional              | Listado Nacional |                | Unión Republicana                            | Listado Nacional | 1       | No        |
| Rudy Berner Pereira              |                | Frente de Convergencia Nacional              | Alta Verapaz     |                | Partido Político Nosotros                    | Alta Verapaz     | 1       | No        |
| Keven Iván Ligorría              |                | Frente de Convergencia Nacional              | Alta Verapaz     |                | Partido Político Nosotros                    | Alta Verapaz     | 2       | No        |
| Joel Rubén Martínez              |                | Frente de Convergencia Nacional              | Huehuetenango    |                | Vamos por una Guatemala Diferente            | Huehuetenango    | 2       | Sí        |
| Patricia Sandoval                |                | Frente de Convergencia Nacional              | Jutiapa          |                | Partido Humanista de Guatemala               | Jutiapa          | 1       | No        |
| Eduardo Montepeque               |                | Frente de Convergencia Nacional              | Petén            |                | Cabal                                        | Petén            | 1       | No        |
| Julio César Longo                |                | Frente de Convergencia Nacional              | San Marcos       |                | Comunidad Elefante                           | San Marcos       | 1       | No        |
| Evelyn Morataya                  |                | Bienestar Nacional                           | Listado Nacional |                | Visión con Valores                           | Listado Nacional | 1       | Sí        |
| Fidel Reyes Lee                  |                | Bienestar Nacional                           | Listado Nacional |                | Bienestar Nacional                           | Listado Nacional | 1       | Sí        |
| Gustavo Cruz                     |                | Bienestar Nacional                           | Escuintla        |                | Visión con Valores                           | Listado Nacional | 3       | Sí        |
| Andrea Villagrán                 |                | Bienestar Nacional                           | Guatemala        |                | Movimiento Semilla                           | Central          | 2       | Sí        |
| Sabino Sebasto+am Velásquez      |                | Bienestar Nacional                           | San Marcos       |                | Bienestar Nacional                           | San Marcos       | 1       | Sí        |
| Marvin Alvarado                  |                | Bienestar Nacional                           | Totonicapán      |                | Bienestar Nacional                           | Totonicapán      | 1       | No        |
| Samuel Pérez Álvarez             |                | Movimiento Semilla                           | Central          |                | Movimiento Semilla                           | Central          | 1       | Sí        |
| Luis Fernando Pineda             |                | Movimiento Semilla                           | Central          |                | Visión con Valores                           | Central          | 1       | No        |
| Román Castellanos                |                | Movimiento Semilla                           | Central          |                | Movimiento Semilla                           | Central          | 3       | Sí        |
| José Alberto Sánchez             |                | Movimiento Semilla                           | Guatemala        |                | Unión Republicana                            | Central          | 1       | No        |
| Jorge Romeo Castro               |                | Visión con Valores                           | Listado Nacional |                | Visión con Valores                           | Guatemala        | 1       | Sí        |
| Hellen Ajcip                     |                | Visión con Valores                           | Central          |                | Comunidad Elefante                           | Guatemala        | 1       | Sí        |
| Aníbal Rojas                     |                | Visión con Valores                           | Guatemala        |                | Partido de Avanzada Nacional                 | Listado Nacional | 1       | No        |
| Nery René Mazariegos             |                | Visión con Valores                           | Quetzaltenango   |                | Visión con Valores                           | Quetzaltenango   | 1       | Sí        |
| Felipe Alejos                    |                | Todos                                        | Listado Nacional |                | Todos                                        | Listado Nacional | 1       | Sí        |
| Edgar Rubén Dubón                |                | Todos                                        | Baja Verapaz     |                | Todos                                        | Baja Verapaz     | 1       | No        |
| Boris España                     |                | Todos                                        | Chiquimula       |                | Vamos por una Guatemala Diferente            | Chiquimula       | 1       | Sí        |
| Cornelio Gonzalo García          |                | Todos                                        | Huehuetenango    |                | Todos                                        | Huehuetenango    | 1       | Sí        |
| Alfredo Adolfo Caniz             |                | Todos                                        | Totonicapán      |                | Todos                                        | Totonicapán      | 1       | No        |
| Sonia Gutiérrez                  |                | Movimiento Político Winaq                    | Listado Nacional |                | URNG–Winaq                                   | Listado Nacional | 1       | Sí        |
| Edgar Stuardo Batres             |                | Movimiento Político Winaq                    | Guatemala        |                | Unidad Revolucionaria Nacional Guatemalteca  | Retalhuleu       | 1       | No        |
| Adán Pérez                       |                | Movimiento Político Winaq                    | Quetzaltenango   |                | Movimiento Político Winaq                    | Quetzaltenango   | 1       | No        |
| Walter Félix                     |                | Unidad Revolucionaria Nacional Guatemalteca  | Huehuetenango    |                | Unidad Revolucionaria Nacional Guatemalteca  | Huehuetenango    | 1       | No        |
| Pedro Saloj                      |                | Unidad Revolucionaria Nacional Guatemalteca  | Sololá           |                | Unidad Revolucionaria Nacional Guatemalteca  | Sololá           | 1       | No        |
| Aníbal Samayoa                   |                | Partido Humanista de Guatemala               | Central          |                | Bienestar Nacional                           | Central          | 1       | No        |
| Flavio Valdemar Muñoz            |                | Partido Humanista de Guatemala               | Guatemala        |                | Partido Humanista de Guatemala               | Guatemala        | 1       | No        |
| Emilio Maldonado                 |                | Partido Humanista de Guatemala               | Quetzaltenango   |                | Unionista                                    | Guatemala        | 2       | No        |
| Douglas Rivero                   |                | Partido Humanista de Guatemala               | San Marcos       |                | Partido Humanista de Guatemala               | San Marcos       | 1       | No        |
| José Alberto Rivera              |                | Compromiso, Renovación y Orden               | Listado Nacional |                | Compromiso, Renovación y Orden               | Listado Nacional | 2       | No        |
| Cristian Álvarez                 |                | Compromiso, Renovación y Orden               | Central          |                | Compromiso, Renovación y Orden               | Central          | 1       | Sí        |
| Óscar Chinchilla                 |                | Compromiso, Renovación y Orden               | Guatemala        |                | Compromiso, Renovación y Orden               | Listado Nacional | 1       | No        |
| Luis Alberto Contreras           |                | Compromiso, Renovación y Orden               | San Marcos       |                | Compromiso, Renovación y Orden               | San Marcos       | 1       | Sí        |
| Juan Carlos Rivera               |                | Victoria                                     | Listado Nacional |                | Victoria                                     | Listado Nacional | 1       | Sí        |
| Héctor Manuel Choc               |                | Victoria                                     | Alta Verapaz     |                | Partido Humanista de Guatemala               | Listado Nacional | 2       | No        |
| Julia Anshelm-Möller             |                | Victoria                                     | Alta Verapaz     |                | Partido Humanista de Guatemala               | Listado Nacional | 4       | No        |
| Manuel Rivera                    |                | Victoria                                     | Listado Nacional |                | Victoria                                     | Guatemala        | 1       | No        |
| Jorge Adolfo García              |                | Prosperidad Ciudadana                        | Listado Nacional |                | Partido Popular Guatemalteco                 | Guatemala        | 2       | No        |
| José Adolfo Quezada              |                | Prosperidad Ciudadana                        | Quiché           |                | Unidad Nacional de la Esperanza              | Quiché           | 2       | Sí        |
| Vicenta Jerónimo                 |                | Movimiento para la Liberación de los Pueblos | Listado Nacional |                | Movimiento para la Liberación de los Pueblos | Listado Nacional | 3       | No        |
| José Alejandro de León Maldonado |                | Podemos                                      | Chimaltenango    |                | Podemos                                      | Chimaltenango    | 1       | No        |

### Diputados que no se presentaron a la reelección
| Nombre                    | Partido | Partido                                     | Distrito         | Mandato    | Motivo                                                              |
| ------------------------- | ------- | ------------------------------------------- | ---------------- | ---------- | ------------------------------------------------------------------- |
| Manuel Conde Orellana     |         | Partido de Avanzada Nacional                | Listado Nacional | Desde 2016 | Candidato presidencial por Vamos.                                   |
| Eduardo Zachrisson        |         | Partido de Avanzada Nacional                | Guatemala        | Desde 2020 |                                                                     |
| Rudio Lecsan Mérida       |         | Partido Humanista de Guatemala              | Listado Nacional | Desde 2020 | Candidato presidencial por el PHG.                                  |
| Gustavo Rodríguez-Azpurú  |         | Partido Humanista de Guatemala              | Listado Nacional | Desde 2020 |                                                                     |
| Lucrecia Hernández        |         | Movimiento Semilla                          | Listado Nacional | 2020–2023  | Motivos de salud. Falleció en septiembre de 2023.                   |
| Bernardo Arévalo          |         | Movimiento Semilla                          | Listado Nacional | Desde 2020 | Candidato presidencial por Semilla, electo presidente de Guatemala. |
| Ligia Hernández           |         | Movimiento Semilla                          | Guatemala        | Desde 2020 |                                                                     |
| Diego Israel González     |         | Vamos por una Guatemala Diferente           | Totonicapán      | Desde 2020 | Candidato vicepresidencial por Nosotros.                            |
| Daisy Anayté Guzmán       |         | Vamos por una Guatemala Diferente           | Listado Nacional | Desde 2020 |                                                                     |
| María Eugenia Castellanos |         | Vamos por una Guatemala Diferente           | Listado Nacional | Desde 2020 | Candidata a diputada del Parlacen por Vamos.                        |
| Armando Castillo          |         | Visión con Valores                          | Listado Nacional | Desde 2020 | Candidato presidencial por VIVA.                                    |
| Herbert Figueroa          |         | Visión con Valores                          | Quiché           | Desde 2020 | Candidato a alcalde de Uspantán por CREO.                           |
| Rudy González             |         | Visión con Valores                          | Guatemala        | Desde 2020 | Candidatura anulada por un proceso legal por PC.                    |
| Mario Taracena            |         | Unidad Nacional de la Esperanza             | Listado Nacional | Desde 2004 | Retiro de la política.                                              |
| Carlos Barreda            |         | Unidad Nacional de la Esperanza             | Listado Nacional | Desde 2016 | Candidato a diputado del Parlacen por VOS.                          |
| Jorge Estuardo Vargas     |         | Unidad Nacional de la Esperanza             | Listado Nacional | Desde 2016 | Candidato a diputado del Parlacen por UNE.                          |
| Jennifer Guerra           |         | Unidad Nacional de la Esperanza             | Chiquimula       | Desde 2020 |                                                                     |
| Sergio Estuardo Matta     |         | Unidad Nacional de la Esperanza             | Listado Nacional | Desde 2020 |                                                                     |
| Carlos Mencos             |         | Unidad Nacional de la Esperanza             | Escuintla        | Desde 2020 |                                                                     |
| Rubén Misael Escobar      |         | Unidad Nacional de la Esperanza             | Quetzaltenango   | Desde 2016 |                                                                     |
| Fernando Sanchinel        |         | Unidad Nacional de la Esperanza             | Jalapa           | Desde 2016 |                                                                     |
| Julio Ixcamey             |         | Unidad Nacional de la Esperanza             | Sacatepéquez     | Desde 2016 | Candidato a alcalde de Antigua Guatemala por VOS.                   |
| Lesly Valenzuela          |         | Unidad Nacional de la Esperanza             | San Marcos       | Desde 2016 |                                                                     |
| Lilian Piedad García      |         | Unidad Nacional de la Esperanza             | Alta Verapaz     | Desde 2020 | Candidatura anulada por un proceso legal por PC.                    |
| Edwin Lux                 |         | Unidad Nacional de la Esperanza             | Retalhuleu       | Desde 2016 | Candidatura anulada por un proceso legal por PC.                    |
| José Ubico                |         | Todos                                       | Sacatepéquez     | Desde 2016 | Candidatura rechazada por el TSE.                                   |
| Oto Leonel Callejas       |         | Todos                                       | Guatemala        | Desde 2020 | Candidato a concejal 1 de Mixco por Todos.                          |
| Aldo Dávila               |         | Movimiento Político Winaq                   | Central          | Desde 2020 | Candidatura rechazada por el TSE por VOS.                           |
| Osmundo René Ponce        |         | Unidad Revolucionaria Nacional Guatemalteca | Listado Nacional | Desde 2020 |                                                                     |
| Rodolfo Neutze            |         | Compromiso, Renovación y Orden              | Central          | Desde 2020 | Retiro de la política.                                              |
| Yesmín Poroj              |         | Compromiso, Renovación y Orden              | Guatemala        | Desde 2023 | Candidata a concejal 6 de Guatemala por CREO.                       |
| Karla Martínez            |         | Unión del Cambio Nacional                   | Listado Nacional | Desde 2016 | Candidata a diputada del Parlacen por Vamos.                        |
| Julio Montano             |         | Partido Unionista                           | Central          | Desde 2020 |                                                                     |
| Sergio Chacón             |         | Valor                                       | Alta Verapaz     | Desde 2020 | Candidato a síndico 1 de Cobán por Nosotros.                        |
| Antonio Arenales          |         | Valor                                       | Listado Nacional | Desde 2021 |                                                                     |
| Hernán Morán              |         | Prosperidad Ciudadana                       | Escuintla        | Desde 2020 |                                                                     |
| Sandra de León Teo        |         | Bienestar Nacional                          | Izabal           | Desde 2020 | Candidatura anulada por un proceso legal por PC.                    |
| José Gabriel Barahona     |         | Bienestar Nacional                          | Petén            | Desde 2020 | Candidato a alcalde de Flores por Nosotros.                         |

## Resultados
La totalidad de votos y escaños recibidos por partido político es el siguiente:
|  | 15.02 % |

|  | 15.54 % |

|  | 11.70 % |

|  | 9.60 % |

|  | 5.77 % |

|  | 3.21 % |

|  | 0.56 % |

|  | 3.15 % |

|  | 3.10 % |

|  | 2.03 % |

|  | 2.29 % |

|  | 1.10 % |

|  | 0.93 % |

|  | 0.33 % |

|  | 0.28 % |

### Composición
El siguiente listado muestra la composición del Congreso de la República después de las elecciones del 25 de junio de 2023.
| Partido | Partido                                      | Escaños | Escaños | +/– |
| Partido | Partido                                      | 2019    | 2023    | +/– |
| ------- | -------------------------------------------- | ------- | ------- | --- |
|         | Vamos por una Guatemala Diferente            | 17/160  | 39/160  | 22  |
|         | Unidad Nacional de la Esperanza              | 52/160  | 28/160  | 24  |
|         | Movimiento Semilla                           | 7/160   | 23/160  | 16  |
|         | Cabal                                        | —       | 18/160  | 18  |
|         | Visión con Valores                           | 7/160   | 11/160  | 4   |
|         | Valor-Unionista                              | —       | 7/160   | 7   |
|         | Todos                                        | 7/160   | 6/160   | 1   |
|         | Valor                                        | 9/160   | 5/160   | 4   |
|         | Bienestar Nacional                           | 8/160   | 4/160   | 4   |
|         | Voluntad, Oportunidad y Solidaridad          | —       | 4/160   | 4   |
|         | Compromiso, Renovación y Orden               | 6/160   | 3/160   | 3   |
|         | Partido Político Nosotros                    | —       | 3/160   | 3   |
|         | Victoria                                     | 4/160   | 3/160   | 1   |
|         | Partido Azul                                 | —       | 2/160   | 2   |
|         | Comunidad Elefante                           | —       | 2/160   | 2   |
|         | Cambio                                       | —       | 1/160   | 1   |
|         | URNG-Winaq                                   | —       | 1/160   | 1   |
|         | Unión del Cambio Nacional                    | 12/160  | 0/160   | 12  |
|         | Frente de Convergencia Nacional              | 8/160   | 0/160   | 8   |
|         | Partido Humanista de Guatemala               | 6/160   | 0/160   | 6   |
|         | Movimiento Político Winaq                    | 4/160   | 0/160   | 4   |
|         | Unidad Revolucionaria Nacional Guatemalteca  | 3/160   | 0/160   | 3   |
|         | Partido Unionista                            | 3/160   | 0/160   | 3   |
|         | Prosperidad Ciudadana                        | 3/160   | 0/160   | 3   |
|         | Partido de Avanzada Nacional                 | 2/160   | 0/160   | 2   |
|         | Movimiento para la Liberación de los Pueblos | 1/160   | 0/160   | 1   |
|         | Podemos                                      | 1/160   | 0/160   | 1   |